# Tmux
tmux, anciennement appelé t-mite, est un multiplexeur de terminaux libre en mode texte. Il permet d'utiliser plusieurs terminaux virtuels dans une seule fenêtre de terminal ou une session sur un terminal distant. tmux peut être détaché  d'une session et continuer de fonctionner en arrière-plan, on peut également s'y rattacher plus tard. Il permet aussi de lancer, de gérer et de garder le visuel sur plusieurs processus en même temps. tmux a pour but d'être une alternative stable et moderne à GNU Screen, il possède d'ailleurs la majorité des fonctions de GNU Screen.

## Avantages et fonctionnalités
- Le développement de tmux est actif[3],
- Possibilité de séparer horizontalement et verticalement vos fenêtres,
- Possibilité de redimensionner librement vos fenêtres (horizontalement et verticalement),
- Possibilité de sélectionner ses fenêtres à la souris,
- Défilement du terminal avec la souris[4],
- Support de l'UTF-8 et des terminaux supportant 256 couleurs,
- Une barre de statut personnalisable (informations et couleurs),
- Un visuel pour afficher l'heure dans la fenêtre courante,
- Une documentation complète[5]

## Utilisation
tmux peut être contrôlé par une combinaison de touche du clavier appelée prefix suivie d'une option. La combinaison de touches par défaut "Ctrl + b", mais peut être modifiée et personnalisée.

### Gestion des sessions
Quelques commandes tmux pour la gestion des sessions : 
- tmux new -s nom_session ; Créer une nouvelle session tmux nommée nom_session.
- tmux attach -t nom_session ; S'attacher à la session existante nommée nom_session.
- tmux switch -t nom_session ; Basculer sur la session existante nommée nom_session.
- tmux list-sessions ; Lister les sessions tmux existantes.
- tmux detach (prefix + d) ; Se détacher de la session actuelle.
- tmux kill-session -t nom_session ; Détruit la session existante nommée nom_session.

### Gestion des fenêtres
Quelques commandes tmux pour la gestion des fenêtres : 
- tmux new-window (prefix + c) ; Créer une nouvelle fenêtre.
- tmux select-window -t :0-9 (prefix + 0-9) ; Se déplacer vers une fenêtre en fonction de l'index.
- tmux rename-window (prefix + ,) ; Renommer la fenêtre actuelle.

### Gestion des panneaux
Quelques commandes tmux pour la gestion des panneaux : 
- tmux split-window -h (prefix + %) ; Diviser la fenêtre en deux panneaux verticaux.
- tmux split-window (prefix + ") ; Diviser la fenêtre en deux panneaux horizontaux.
- prefix + [touches directionnelles du clavier] ; Sélectionne le panneau spécifié par la touche directionnelle.